# ギャロッピンググース

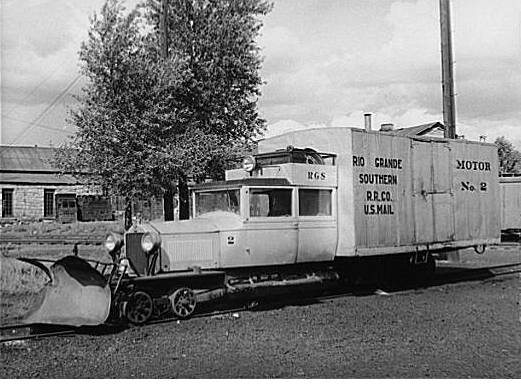
ギャロッピンググースNo.2（1940年）

ギャロッピンググース（英語：Galloping Goose）は、アメリカ合衆国のリオ・グランデ・サザン鉄道（RGS）で使用された鉄道車両の一種。線路の上を走ることができるように自動車を改造した単端式気動車であった。

## 名称
「ギャロッピンググース」という名称の由来は明確でなく、一般的には車体と貨物室が不安定な軌道を走る際に時々揺れる様子から付けられたとされるが、車体に取り付けられた空気笛の音が由来ともされている。
当初、「ギャロッピンググース」という名称は非公式なもので、RGS鉄道における正式な呼称は「モーター車」（motors）であった。RGS鉄道が公式に「ギャロッピンググース」と呼ぶようになるのは、1950年に観光列車を運行し始めてからである。

## 歴史
RGS鉄道は、コロラド州のロッキー山脈にある鉱山関連の輸送を当てにして1893年に全線開業した。だが、直後に発生した1893年恐慌の影響でほとんどの鉱山が閉山した為、厳しい経営環境に置かれていた。その一方で、沿線の町は郵便物の輸送をRGS鉄道に依存していた為、簡単には廃業できない状況にもあった。
1913年、RGS鉄道は線路の保守作業従業員を運搬する目的で最初のモーター付き車両を製造した。この車両は1925年に廃車となったが、蒸気機関車に比べて運転に掛かる費用が少ない上、軽量で線路に与える影響も軽減された事から、定期的な輸送サービスにモーター付き車両を使用して収益性を改善させるというアイデアに影響を与えた。
1931年、RGS鉄道はマスターシックスと呼ばれるビュイック社の4ドアセダンの車体を流用して、最初のグース（グースNo.1、Goose number 1）を製造した。ギャロッピンググースは前に2軸の動軸を持ち、後部は郵便物等の貨物を運ぶ為、荷台に改造された。以降、ギャロッピンググースは1936年までに6両が順次増備されたが、No.2とNo.6は2台のトラックから改造され、No.3～No.5とNo.7はピアスアローの車体が用いられた。ギャロッピンググースは郵便物を中心とした貨物輸送や旅客輸送に使われたが、郵便物輸送は1950年に他のトラックに切り替えられて終了した。その後、余剰となったNo.3～No.5とNo.7は観光事業に転用され、ギャロッピンググースによる旅客輸送はRGS鉄道が1951年に廃業するまで行われた。

## 保存車

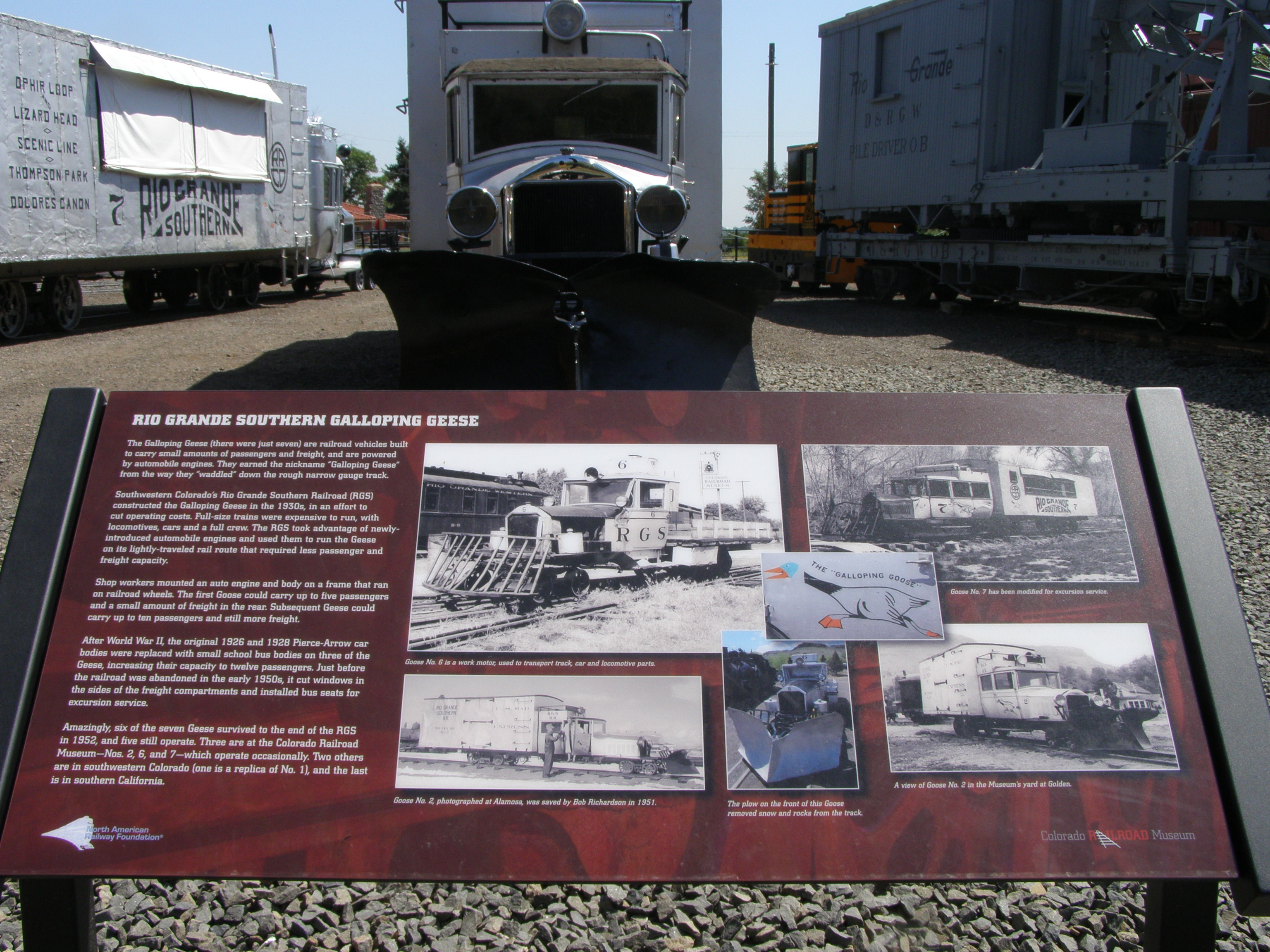
コロラド鉄道博物館が保存するNo.7とその解説文を記したボード

早期に廃車されたNo.1以外の各車はいずれも現存しており、動態保存または静態保存されている。No.1についても、レプリカが作られている。
| 番号 | 製造年 | 車体         | 保管場所                                 |
| ---- | ------ | ------------ | ---------------------------------------- |
| No.1 | 1931年 | ビュイック   | リッジウェイ鉄道博物館にレプリカが存在。 |
| No.2 | 1931年 | ビュイック   | コロラド鉄道博物館                       |
| No.3 | 1932年 | ピアスアロー | ナッツベリーファーム                     |
| No.4 | 1932年 | ピアスアロー | コロラド州リッジウェイにて修復作業中。   |
| No.5 | 1933年 | ピアスアロー | コロラド州ドローレス                     |
| No.6 | 1934年 | ビュイック   | コロラド鉄道博物館                       |
| No.7 | 1936年 | ピアスアロー | コロラド鉄道博物館                       |

## その他
特徴的な外観は今尚根強い人気を保ち、鉄道模型愛好家やメーカーによって数々の模型が作られている。
日本では、根室拓殖鉄道の銀龍号がその特異な出自と見た目から「和製グース」と呼ばれることがある。

## ギャラリー

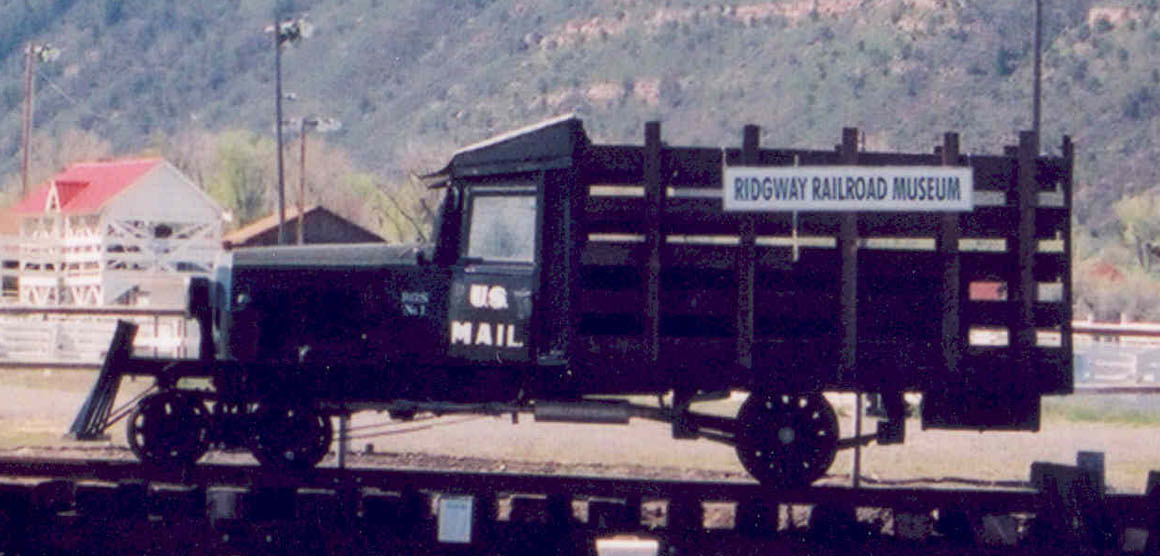
リッジウェイ鉄道博物館が保管するNo.1のレプリカ
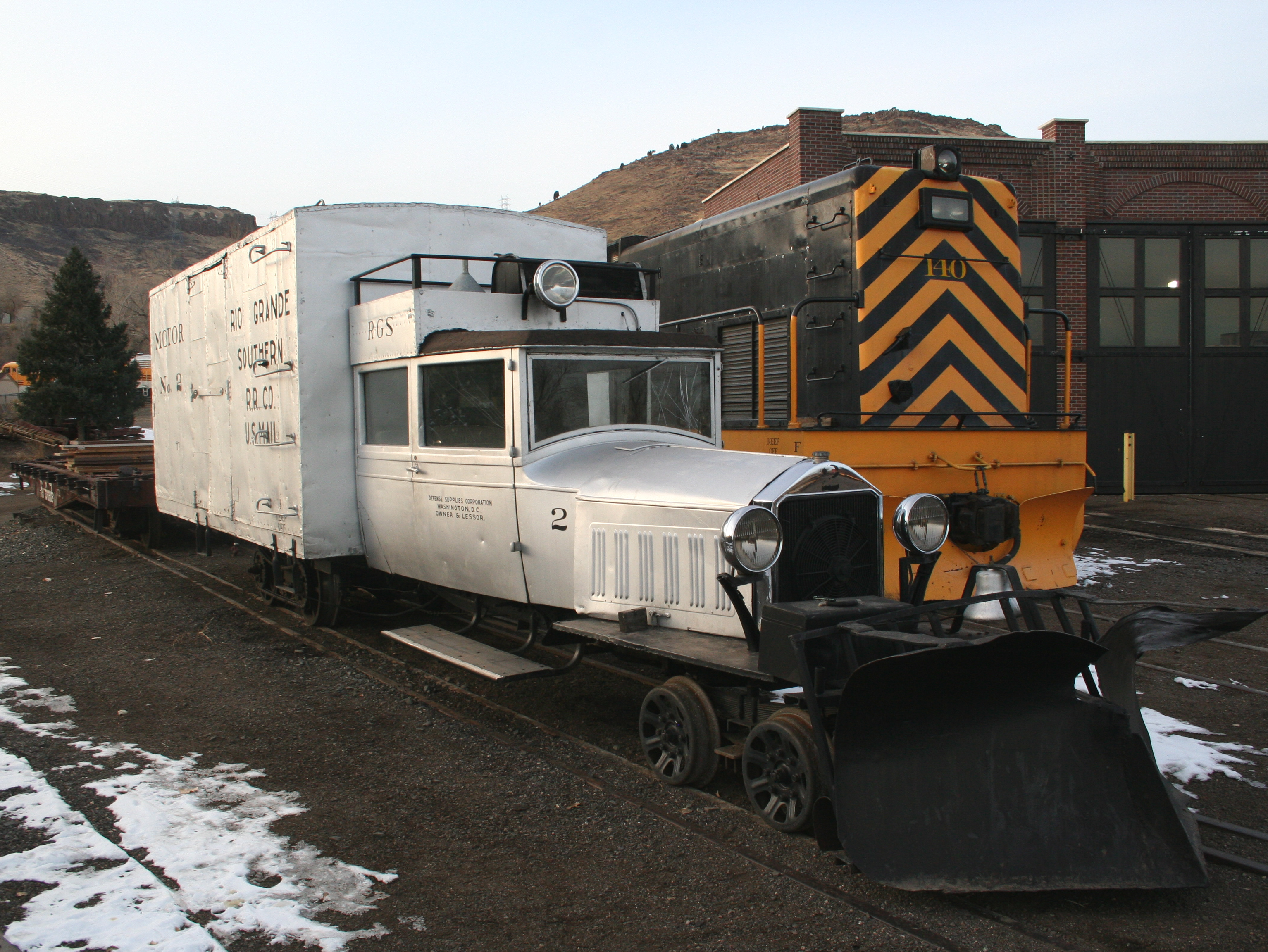
コロラド鉄道博物館に保存中のNo.2
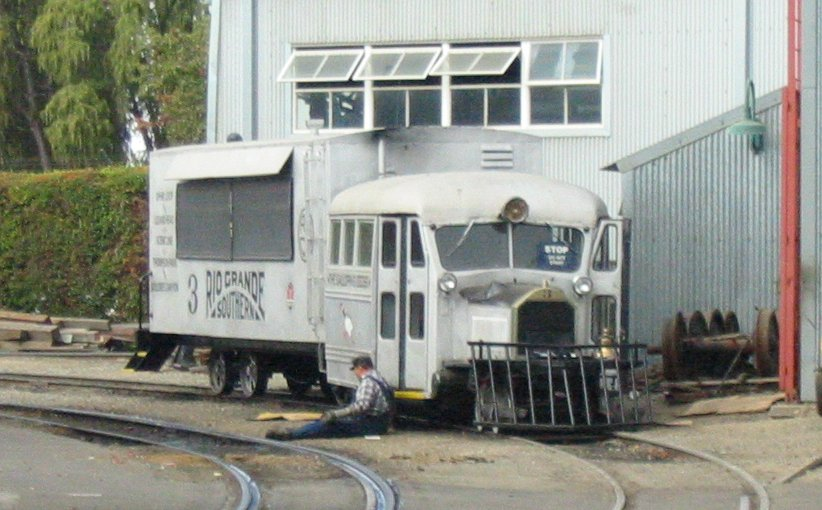
ナッツベリーファームで保存中のNo.3
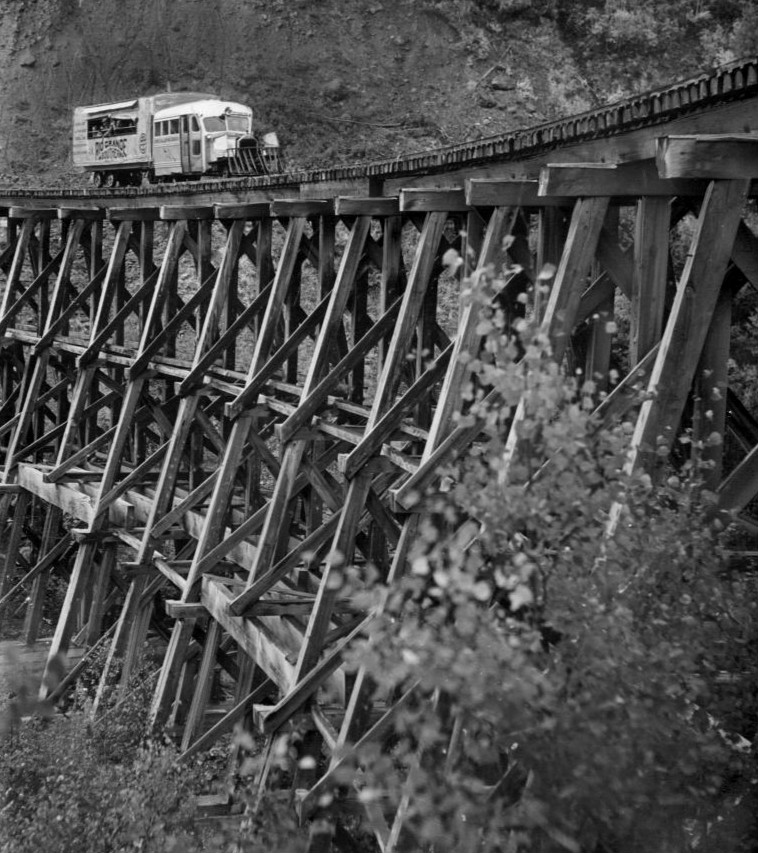
RGS鉄道の木橋を渡るNo.4（1951年撮影）
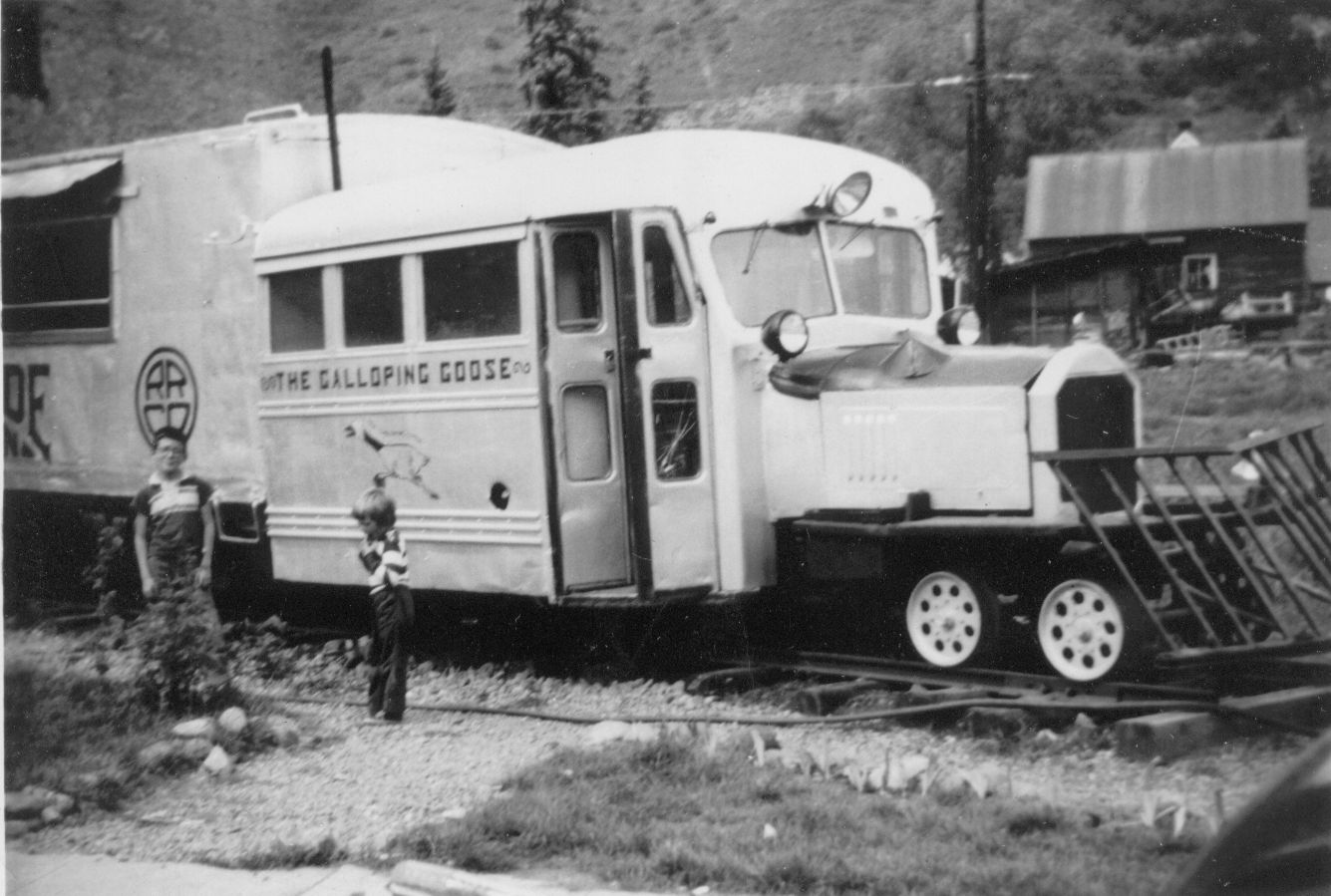
RGS鉄道廃業直後のNo.5（コロラド州テルライドにて1952年撮影）
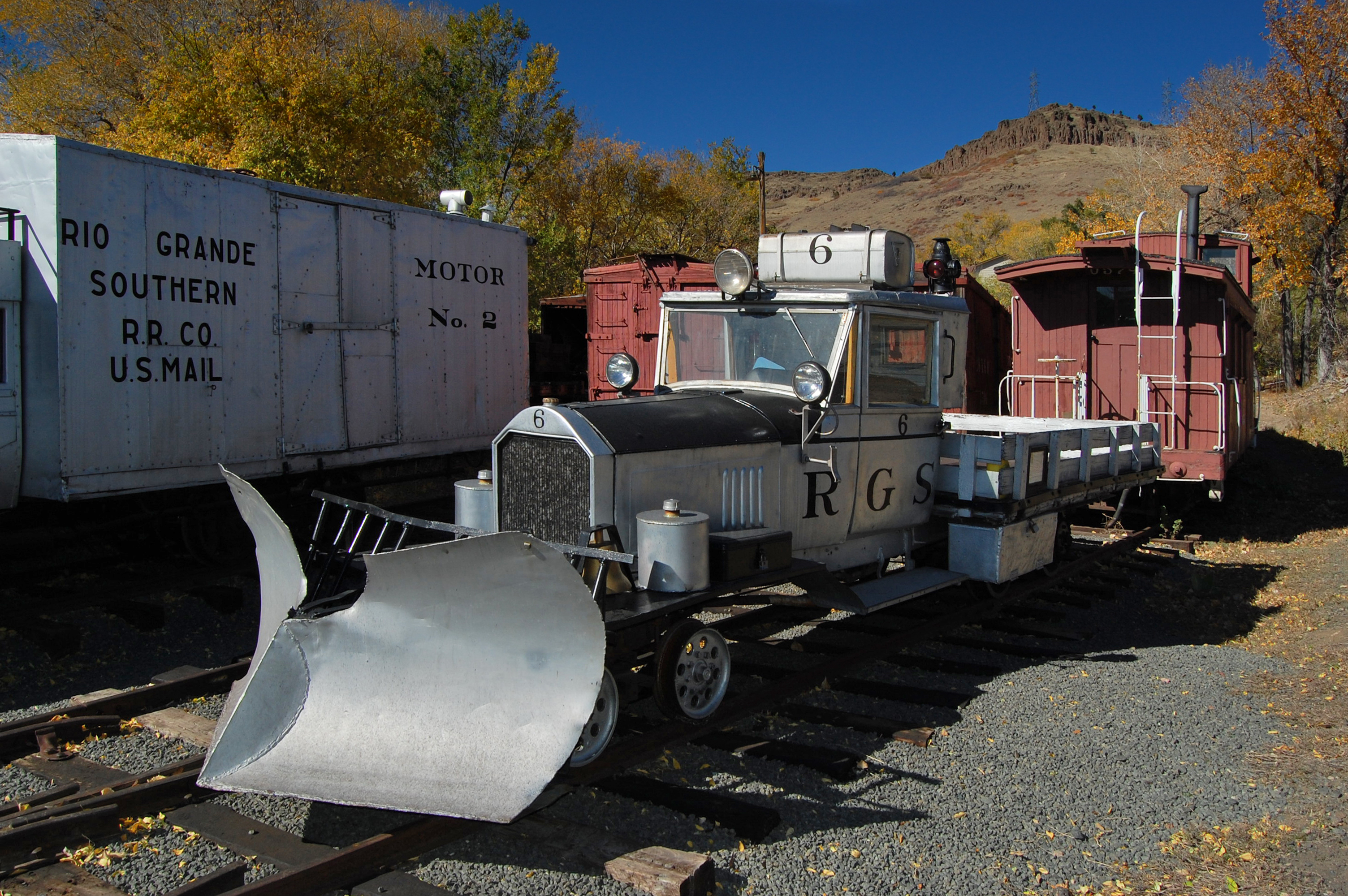
コロラド鉄道博物館に保存中のNo.6
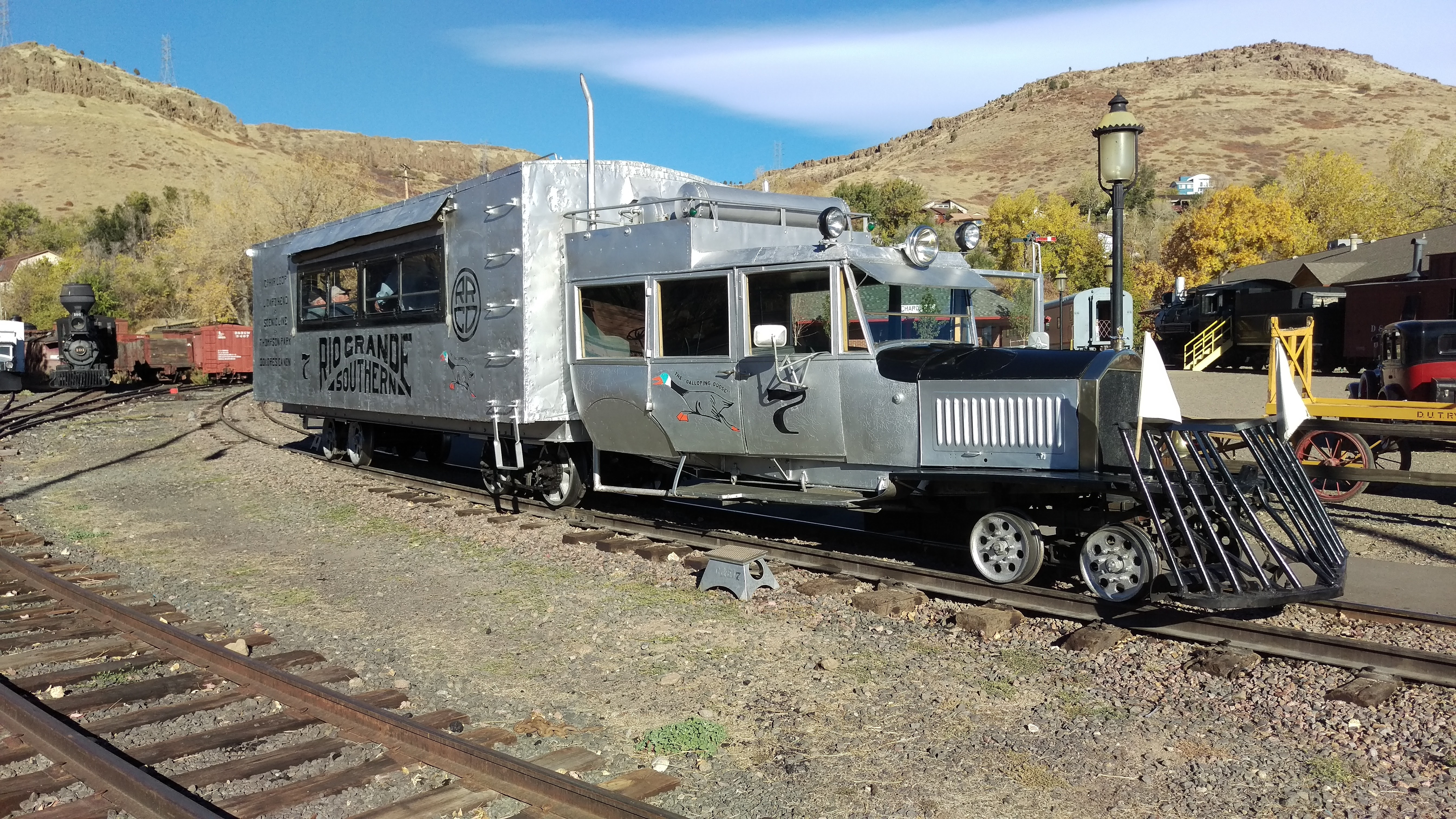
コロラド鉄道博物館に保存中のNo.7